# Anolis rejectus
Anolis rejectus (сантьягський трав'яний аноліс) — вид ігуаноподібних ящірок родини анолісових (Dactyloidae). Ендемік Куби.

## Поширення і екологія
Сантьягські трав'яні аноліси мешкають в низинах і горах в околицях Сантьяго-де-Куби. Вони живуть в грських тропічних лісах і соснових лісах, на висоті від 50 до 1214 м над рівнем моря.

## Збереження
МСОП класифікує цей вид такий, що перебуває під загрозою зникнення. Anolis rejectus загрожує знищення природного середовища.